# Угода про співробітництво у сфері безпеки між Україною та Італією
Безпекова угода між Україною та Італією (італ. Accordo di sicurezza tra Italia e Ucraina), повна назва Угода про співробітництво у сфері безпеки між Україною та Італією (італ. Accordo di cooperazione in materia di sicurezza tra Italia e Ucraina) — міжнародна угода, укладена 24 лютого 2024 року між Україною та Італією про гарантії безпеки Україні, яка визначає пріоритетні сфери двосторонньої безпекової співпраці у військовій і невійськовій сферах, зокрема в політичній, фінансовій, гуманітарній та у сфері реформ. Документ підписано президентом України Володимиром Зеленським та премʼєр-міністром Італії Джорджею Мелоні. Угода набуває чинності з моменту підписання та діє протягом 10 років із можливістю продовження. Італія стала шостою країною, після Великої Британії, Німеччини, Франції, Данії та Канади, яка підписала безпекову угоду з Україною.

## Передумови
Повномасштабне російське вторгнення в Україну супроводжується руйнацією української інфраструктури, погіршенням економіки та негативним впливом на демографію країни. Війна з РФ вимагає створення для України безпекових гарантій. Як приклади для створення оптимальної безпекової моделі для України розглядалися: економічне відновлення Південної Кореї і роль оборонної підтримки з боку США, а також безпекові моделі взаємодії США з Тайванем та Ізраїлем.
24 травня 2022 року оголошено про створення міжнародної консультативної групи, яка розроблятиме пропозиції щодо гарантій безпеки для України. Цю групу очолили спільно керівник Офісу Президента України Андрій Єрмак і екс-генеральний секретар НАТО Андерс Фог Расмуссен. 1 липня 2022 року відбулось перше засідання Групи з питань безпеки для України. 13 вересня 2022 року  співкерівники цієї групи презентували «Київський безпековий договір. The Kyiv Security Compact. Міжнародні гарантії безпеки для України: рекомендації». У запропонованих рекомендаціях зазначається, що здатність України захищатися від агресора є найсильнішою гарантією безпеки відповідно до статті 51 Статуту ООН, а гарантії мають бути політично та юридично обов’язковими для виконання на основі двосторонніх угод, які об’єднані в межах спільного документа «Київський безпековий договір».
12 липня 2023 року на саміті НАТО у Вільнюсі країни «Великої сімки» погодили Спільну декларацію підтримки України. Наразі до «гарантій безпеки» приєдналися 30 країн.

## Підписання угоди
Україна та Італія уклали безпекову угоду 24 лютого 2024 року під час візиту премʼєр-міністра Італії Джорджі Мелоні до Києва в другі роковини повномасштабного вторгнення РФ в Україну. Згідно з угодою, Італія бере на себе 10-річні зобов’язання, які вона взяла разом із іншими членами «Групи семи» в липні минулого року в межах саміту НАТО у Вільнюсі. Джорджа Мелоні підкреслила, що Італія продовжує надавати підтримку Україні. Мелоні вважає справедливим правом народу України захищатися, це передбачає військову підтримку, а також вона назвала лицемірним підходом, коли плутають широковживане слово «мир» з «капітуляцією».
Президент Володимир Зеленський відзначив, що цей документ є важливим кроком у зміцненні взаємовідносин між двома країнами, а також подякував, що питання безпеки будуть надалі в пріоритеті діяльності спільноти найбільших демократів Групи семи.

## Основні положення
Документ закріплює основні компоненти безпекових зобов'язань, наданих Україні Італією, зокрема стосовно довгострокової військової та фінансової допомоги, і визначає пріоритетні сфери двосторонньої безпекової співпраці у військовій і невійськовій сферах, зокрема в політичній, фінансовій, гуманітарній та в галузі реформ.
Угода набуває чинності з моменту підписання та діє протягом 10 років із можливістю продовження. У документі вказано, що Італія продовжуватиме надавати підтримку Україні до 2034 року.

## Зобовʼязання
Основними компонентами зобов'язань з безпеки, наданих Україні Італією
у цьому документі, є:
- у 2024 році Італія надасть кошти на військову допомогу Україні на загальну суму понад 2 млрд євро, що значно посилить українську армію. Італія продовжуватиме надавати підтримку Україні протягом усього строку дії документа[18];

- згідно з угодою, Італія передає Україні конкретний перелік видів озброєнь, зокрема засоби далекобійного ураження, а також поглиблює співпрацю у сферах оборонної промисловості, розвідки, кіберзахисту, боротьби з організованою злочинністю та розмінування[18];

- документ передбачає участь Італії у відновленні та відбудові України, зокрема Одеси та області, а також організацію Конференції з відновлення України у 2025 році[18];

- в документі ідеться про співпрацю України та Італії в питаннях санкційного тиску на РФ, про роботу над притягненням Росії до відповідальності та відшкодування збитків[18];

- угода передбачає механізм екстрених консультацій у разі можливого майбутнього збройного нападу Росії на Україну, що застосовується на вимогу будь-кого з учасників протягом 24 годин для визначення відповідних подальших кроків[18];

- документ закріплює відданість Італії підтримці зусиль України на шляху реформ, необхідних для реалізації прагнень до членства в ЄС і НАТО. Італія також сприятиме поточній та майбутній підтримці України з боку Європейського Союзу[18].